# Ричард Гарфинкъл
Ричард Гарфинкъл (на английски: Richard Garfinkle) е американски писател на произведения в жанра научна фантастика и фентъзи.

## Биография и творчество
Ричард Гарфинкъл е роден през 1961 г. в Ню Йорк, САЩ.
През 1992 г. завършва курс по творческо писане на научна фантастика.
Първият му роман „Небесни материи“ е публикуван през 1996 г. Той става вестселър и е удостоен с наградата „Комптън Крук“ за най-добър първи роман.
След 2009 г. публикува само електронни книги. Участник е в многобройни писателски конференции за научна фантастика.
Ричард Гарфинкъл живее със семейството си в Чикаго.

## Произведения

### Самостоятелни романи
- Celestial Matters (1996) – награда „Комптън Крук“ за най-добър първи роман
Небесни материи, изд.: ИК „Бард“, София (2009), прев. Юлиян Стойнов
- All of an Instant (1999)
- Exaltations (2009)
- Wayland's Principia (2009)
- Two by Two Souls Fly (2011)
- Unknowable Death (2012)

### Сборници
- „The Last Invasion of Ireland“ в Once Upon a Galaxy (2002) – с Уил Маккарти, Мартин Грийнбърг, и Джон Хелфърс

### Документалистика
- Three Steps to the Universe: From the Sun to Black Holes to the Mystery of Dark Matter (2008)